# Skvotiranje u Brazilu
Skvoterski pokret u Brazilu obuhvata kako urbano skvotiranje, tj. useljavanje praznih prostora po gradovima, tako i ruralno skvotiranje, odnosno naseljavanje zemlje. Najpoznatiji, ali ne jedini, društveni pokreti koji izvode akcije skvotiranja u Brazilu, su pokret zemljoradnika bez zemlje (portugalski: Movimento dos Trabalhadores Rurais Sem Terra) koji zauzima zemlju već 20 godina i pokret ljudi bez krova (portugalski: Movimento dos Sem Teto) koji skvotiraju zgrade u gradovima Brazila. Tu je i Federacija anarhista Rio de Žanera (FARJ), koja skvotira i pomaže skvotove u Riju i okolini. 
“Cena moje kuće je 26 godina borbe.” - kaže skvoter iz Brazilije Teimose (Tvrdoglava Brazilija), skvoterskog naselja blizu Recife u Brazilu, koje već 40 godina odoleva iseljenju. Vlada pokušava da ih iseli, u skladu sa urbanističkim planom, ali oni kažu: “Odlučili smo da sprovedemo svoja pravila i napravimo naš urbanistički plan.”

## Hronologija
Krajem 1980. i početkom 1981. je preko 6.000 porodica bez zemlje osnovalo kamp na tromeđi tri neobrađena poseda u najjužnijoj državi Brazila, Rio Grande do Sul, koji je kasnije postao poznat kao Encruzilhada Natalino. Uz podršku mnogih udruženja građana, i dela katoličke crkve, porodice su izvršile pritisak na vladu vojne hunte da ekspropriše okolnu zemlju u svrhu agrarne reforme.
2001. godine je nastalo najveće skvotersko naselje u Južnoj Americi, kada je 9000 porodica, organizovanih u pokret ljudi bez doma, zauzelo 1.139.000 m² neobrađene zemlje krupnog brazilskog zemljoposednika u gradu Guarulhos i nazvalo je Anita Garibaldi po Brazilki koja je bila žena i saborkinja italijanskog revolucionara Đuzepe Garibaldija.
2002. je nastala Prestes Maia, najveći skvot u Južnoj Americi, kada je 468 porodica, ujedinjenih u pokret ljudi bez krova Sao Paola, skvotiralo napušteni neboder od 22 sprata. Zgrada je godinama pre toga bila zatvorena i ostavljena da propada, a novi stanari su počistili tone smeća (tačno 20 kamiona je bilo odvezeno). Ona sada ima besplatnu biblioteku, radionice i brojne autonomne obrazovne, društvene i kulturne inicijative. 
U februaru 2005. je skvot Olga Benario Prestes u Rio de Žaneru, proslavio dvogodišnjicu postojanja. Mesto je nazvano po komunističkoj pobunjenici, koji je uhapšena za vreme diktature i isporučena Hitleru, koji ju je ubio u Auštvicu 1942. Još neki od skvotova u Riju su Vila Conquista, koja postoji preko 8 godina i Nelson Faria Marinho.
16. februara 2005. se dogodio masakar u mestu Gojanija, 800 km severozapadno od Rija, kada je 2.000 teško naoružanih pripadnika specijalne policije prinudno iselilo više od 12.000 skvotera, koji su živeli devet meseci na 242 hektara zauzete zemlje, pri čemu je nekoliko ljudi ubijeno, a više desetina ranjeno. Odmah posle policijske akcije su došli buldožeri koji su poravnali celo naselje, rušeći oko 3000 domova i zakopavajući dokaze i tela ubijenih. 50 ljudi se vodi kao nestalo.
16. avgusta 2005. je specijalna policija, uz upotrebu sile, suzavca i gumenih metaka, iselila 300 skvotera iz šestospratne zgrade u Rio de Žaneru, u kojoj su živeli preko 2 godine. Najmanje desetak ljudi je povređeno.

## Literatura
- Damjan Pavlica, Skvoterski pokret[мртва веза]

## Spoljašnje veze
- Squatters movement in Brazil: Movimento Sem Terra
- Squat in Brasil (Anita Garibaldi)
- Brazil: Two thousand families were evicted in Osasco
- South America's largest squatted highrise building is under threat
- Autonomous Land Occupations in Brasil
- Goiania massacre